# Digital Equipment Corporation DE 68DT
Digital Equipment Corporation DE 68DT (DE 68DT) је био кућни рачунар фирме Digital Equipment Corporation који је почео да се производи у САД од 1977. године.
Користио је Motorola 6800 као микропроцесор. RAM меморија рачунара је имала капацитет до 64 KB.

## Детаљни подаци
Детаљнији подаци о рачунару DE 68DT су дати у табели испод.
|                       |                                                                            |
| [ 1 ]                 |                                                                            |
| Произвођач            |                                                                            |
| Тип                   | кућни рачунар                                                              |
| Меморија              | Све до 64 KB                                                               |
| Поријекло             | Сједињене Америчке Државе                                                  |
| Година                | 1977                                                                       |
| Тастатура             | Тастатура са пуним помаком тастера                                         |
| Процесор              |                                                                            |
| Фреквенција процесора | непознато                                                                  |
| RAM                   | Све до 64 KB                                                               |
| ROM                   | 6 (укључујући оперативни систем и дибагер)                                 |
| Текст                 | 20 знакова алфанумерички показивач + 40 знакова по линији уграђени штампач |
| Графика               | непознато                                                                  |
| Боја                  | непознато                                                                  |
| Звук                  | непознато                                                                  |
| Димензије             | непознато                                                                  |
| Портови               |                                                                            |
| Оперативни систем     | непознато                                                                  |